# Elisa Maĸe
Elisa Gerda Kúkarnâĸ Maĸe, roz. Andreassen (16. února 1916, Kuummiit – podzim 2007) byla grónská spisovatelka a sociální pracovnice.

## Životopis
Elisa se narodila v Kuummiitu umělci Kârale Andreassenovi (1890–1934) a jeho ženě, porodní asistentce Johanne Kalii (1898–1973). Jméno dostala po své babičce z otcovy strany. Její otec založil Kuummiit jako misionářské středisko rok před jejím narozením. Dne 21. září 1947 se provdala za lovce Williama Jakoba Maĸeho (1917–1986), syna Roberta a Aline, s nímž měla děti Januse (*1950), Arnaqa (*1951), Karoline (*1952), Richardta (*1953), Bajaat (*1954) a Ullu (* 1956). Před svatbou měla dvě nemanželské děti, Kaarale (*1939) a Anderse (*1944).
V roce 1933 odjela s rodinou do Kodaně, aby se zúčastnila natáčení filmu Palova svatební cesta. Knud Rasmussen, který napsal scénář, i Elisin otec během natáčení zemřeli a Elisa se nakonec vrátila do Kuummiitu, v roce 1937 se přestěhovala zpět do Dánska, kde pracovala jako dětská sestra ve Fuglebakkens Børnehospital. Poté pracovala jako porodní asistentka v Rigshospitalet, než se vrátila do vlasti, kde pracovala v nemocnici v Tasiilaqu až do roku 1950. Poté pracovala deset let pro tuto obec jako sociální pracovnice. Nakonec pracovala v šicí továrně jako poradkyně pro zpracování kožešin až do roku 1991, kdy odešla ve svých 75 letech do důchodu.
Elisa Maĸe byla považována za odbornici na východogrónské tradice a jazyk. V roce 1994 napsala spolu s francouzskou etnografkou Catherine Enelovou knihu o východogrónském dětství, inspirovanou vlastními ranými léty. Další se zabývaly ženským řemeslem stavění rašelinových domů a stanů. Od roku 1958 byla zakládající členkou Modrého kříže v Tasiilaqu a zakladatelkou a první předsedkyní městského sdružení žen, z něhož však brzy vystoupila. Poté založila dětský domov Armangivat a navázala spolupráci mimo jiné s organizací Save the Children.
Dne 21. června 1989 obdržela za svou dlouholetou angažovanost stříbrný řád Nersornaat. Zemřela na podzim roku 2007 ve věku 91 let.